# Filtro pasa largo
Un filtro pasa largo es un filtro mediante interferencia óptica o de vidrio coloreado que atenúa longitudes de onda más cortas y transmite (deja pasar) las longitudes de onda más largas sobre el rango activo del espectro objetivo (ultravioleta, visible o infrarrojo). Los filtros pasa largo, que pueden tener un gradiente muy pronunciado (denominados filtros de borde), se describen mediante la longitud de onda de corte al 50 por ciento de la transmisión máxima. En microscopía de fluorescencia, los filtros pasa largo se utilizan con frecuencia en espejos dicroicos y filtros de barrera (emisión). El uso del antiguo término "pasa bajo" para describir los filtros pasa largo se ha vuelto poco común; los filtros se suelen describir en términos de longitud de onda más que de frecuencia, y un "filtro pasa bajo", sin calificación, se entendería como un filtro electrónico.